# Front Narodowego Wyzwolenia Korsyki

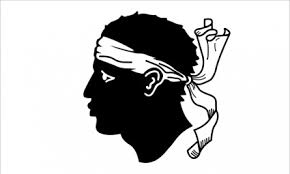
Głowa Maura – symbol używany przez FLNC

Front Narodowego Wyzwolenia Korsyki (fr. Front de Libération Nationale de la Corse, kor. Fronte di Liberazione Naziunale di a Corsica, FLNC) – separatystyczna organizacja terrorystyczna z Korsyki.

## Historia
Powstał w maju 1976 roku z połączenia dwóch największych korsykańskich bojówek. Nazwa ruchu celowo nawiązywała do algierskiego Frontu Wyzwolenia Narodowego.
26 maja 1976 roku terroryści zdetonowali 21 bomb w największych miastach Korsyki. 22 sierpnia 1976 roku terroryści wysadzili w powietrze magazyn wina należący do francuskiego przesiedleńca z Algierii. Dwa tygodnie później inne komando zdetonowało bombę w samolocie linii lotniczych Air France. Samolot znajdował się na lotnisku w Ajaccio, a bombę zdetonowano po wcześniejszej ewakuacji wszystkich pasażerów. Zamachy z wiosny i lata 1976 roku dały początek kilkuset zamachom terrorystycznym zorganizowanym przez FLNC w kolejnych latach. Terrorystyczna aktywność Frontu skierowana jest nie tylko przeciwko instytucjom państwa francuskiego, ale również przeciwko sektorowi turystycznemu i handlowemu (należy wspomnieć, że FLNC z reguły nie atakuje ludzi). Terroryści, atakując takie cele, dążyli do zaostrzenia represji na wyspie, a w konsekwencji powiększenia niechęci Korsykan do francuskiego państwa.
13 stycznia 1978 roku bojownicy podłożyli bombę pod instalację radarową NATO w Sari-Solenzara.
Zamachy FLNC miejsce miały także na terenach kontynentalnej Francji. W lutym 1979 roku aktywiści przeprowadzili atak bombowy na budynek ministerstwa finansów w Paryżu. W kwietniu tego samego roku zaatakowany został natomiast paryski gmach ministerstwa sprawiedliwości. Zamachy z lutego i kwietnia 1979 roku nie spowodowały ofiar w ludziach, straty materialne okazały się jednak bardzo duże. 6 maja 1979 roku terroryści zdetonowali 20 bomb nieopodal banków w miastach Francji kontynentalnej. W 1980 roku terroryści podłożyli bombę pod ratusz w Paryżu. 

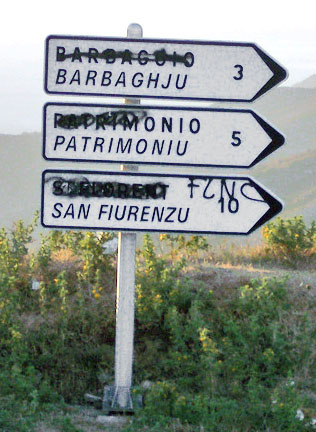
Znaki drogowe zniszczone (zamazano nazwy miejscowości w języku francuskim) przez nacjonalistów sympatyzujących z FLNC

Po wyborze François Mitterranda na prezydenta Francji w maju 1981 roku FLNC zgodził się na zawieszenie broni. Utrzymało się ono do stycznia 1982 roku.
19 sierpnia 1982 roku FLNC przeprowadził skoordynowaną akcję 99 ataków na francuskie instytucje.
W styczniu 1983 roku administracja francuska formalnie zdelegalizowała organizację. We wrześniu tego roku z rąk FLNC zginął pierwszy cywilny funkcjonariusz Jean-Pierre Massimi.
Na przełomie 1989 i 1990 roku doszło do rozłamu we Froncie, grupa podzieliła się na FLNC-Canal Habituel (Alain Orsini) i FLNC-Canal Historique (François Santini, Jean-Michel Rosi). W kolejnych latach miejsce miały następne rozłamy co doprowadziło do dalszego rozdrobnienia FLNC na frakcje.
W lecie 1996 roku FLNC zorganizował nieudany zamach na Dominique’a Bucchiniego będącego burmistrzem miejscowości Sartène. Bucchini znany był z wrogich FLNC poglądów. Wkrótce po nieudanym zamachu w Sartène doszło do kilkunastu zamachów bombowych, w których ucierpiały głównie budynki użyteczności publicznej (np. w nocy 2/3 lutego 1997 r. zdetonowano 58 bomb).
W 1999 roku grupa ogłosiła zawieszenie broni, które zerwała w 2001 roku.
W 2016 członkowie jednego z odłamów FLNC wysłali do korsykańskiej gazety Corse Matin oświadczenie, że jakikolwiek atak terrorystyczny przeprowadzony na Korsyce przez islamskich radykałów spotka się z akcjami odwetowymi wymierzonymi w muzułmanów.

## Reprezentacja polityczna
W przeszłości dysponował fasadową partią A Cuncolta Naziunalista.

## Relacje z innymi grupami separatystycznymi
FLNC pozostaje w stanie wojny z konkurencyjną Armią Korsyki.

## Finansowanie i wsparcie zagraniczne
Podobnie jak inne korsykańskie organizacje nacjonalistyczne, powiązany jest z działalnością czysto kryminalną, a nawet mafijną, z której to finansuje swoją działalność. Front wymusza od przedsiębiorców tzw. „podatek rewolucyjny“ (haracz), członkowie grupy odpowiedzialni są też za napady rabunkowe i inne działania przestępcze. Zarazem FLNC zwalczało handlarzy narkotyków i spekulantów nieruchomości.
W minionych latach spekulowało się na temat zaopatrywania FLNC przez reżim Mu'ammara al-Kaddafiego z Libii.

## Liczebność
Na początku XXI wieku liczył około 600 członków.

## Ideologia
Jest grupą nacjonalistyczną, separatystyczną i lewicującą. Uważa rządy francuskie na wyspie za „kolonialne“, domaga się przyznania Korsyce pełnej niepodległości, powołania na wyspie „rządu ludowo-demokratycznego“, wydalenia z wyspy Francuzów, konfiskaty francuskich nieruchomości i przeprowadzenia reformy rolnej.